# Moenkhausia hysterosticta
Moenkhausia hysterosticta és una espècie de peix de la família dels caràcids i de l'ordre dels caraciformes.

## Morfologia
- Els mascles poden assolir 4,5 cm de llargària total.
- Nombre de vèrtebres: 32-34.[1]

## Hàbitat
Viu a àrees de clima tropical.

## Distribució geogràfica
Es troba a Sud-amèrica: riu Tocantins (Brasil).